# Kalanchoe boisii
Kalanchoe boisii ist eine Pflanzenart der Gattung Kalanchoe in der Familie der Dickblattgewächse (Crassulaceae).

## Beschreibung

### Vegetative Merkmale
Kalanchoe boisii ist eine einjährige, krautige Pflanze, die vollständig und mehr oder weniger dicht mit langen, drüsigen Haaren bedeckt ist und Wuchshöhen von 10 bis 30 Zentimeter erreicht. Die schlanken Triebe sind niederliegend. Die fleischigen, dunkelgrünen, rot gefleckten Laubblätter sind nahe der Triebbasis gestielt und werden nahe der Spitze sitzend. Der schlanke, zylindrische Blattstiel ist bis zu 6 Millimeter lang. Die längliche bis elliptische Blattspreite ist 1,5 bis 2,5 Zentimeter lang und 0,2 bis 1,5 Zentimeter breit. Ihre Spitze ist stumpf, die Basis verschmälert. Der Blattrand ist unregelmäßig gekerbt.

### Generative Merkmale
Der Blütenstand ist eine wenigblütige, ebensträußige Traube und erreicht eine Länge von 2 bis 5 Zentimeter. Die aufrechten Blüten stehen an 3 bis 6 Millimeter langen Blütenstielen. Ihre Kelchröhre ist etwa 0,6 Millimeter lang. Ihre dreieckigen Kelchzipfel sind 1,2 bis 1,6 Millimeter lang und 0,9 bis 1,2 Millimeter breit. Die goldgelben Kronblätter sind spärlich lang behaart bis kahl. Die fast zylindrische Kronröhre ist 12 bis 13 Millimeter lang. Ihre eiförmigen, stumpf zugespitzten Kronzipfel weisen eine Länge von 5 bis 6 Millimeter auf und sind 2 bis 3 Millimeter breit. Die Staubblätter sind über der Mitte der Kronröhre angeheftet und ragen nicht aus der Blüte heraus. Die eiförmigen Staubbeutel sind etwa 1 Millimeter lang. Die linealischen, stumpfen Nektarschüppchen weisen eine Länge von 4,5 bis 5,5 Millimeter auf. Das schmal längliche Fruchtblatt weist eine Länge von 7 bis 9 Millimeter auf. Der Griffel ist 2,5 bis 3 Millimeter lang.
Die verkehrt eiförmigen Samen erreichen eine Länge von etwa 1 Millimeter.

## Systematik und Verbreitung
Kalanchoe boisii ist im Westen von Madagaskar auf Kalk verbreitet. 
Die Erstbeschreibung durch Raymond-Hamet und Henri Perrier de La Bâthie wurde 1914 veröffentlicht.

## Nachweise